# امین قلی‌اف (بازیکن فوتبال)
امین قلی‌اف (انگلیسی: Emin Quliyev؛ زادهٔ ۱۲ آوریل ۱۹۷۷) بازیکن فوتبال اهل جمهوری آذربایجان است.
از باشگاه‌هایی که در آن بازی کرده‌است می‌توان به باشگاه فوتبال کپز، باشگاه فوتبال خزر لنکران، باشگاه فوتبال سیمرغ زاقاتالا، باشگاه فوتبال لیتکس لووچ، باشگاه فوتبال نفتچی باکو، باشگاه فوتبال باکو، و باشگاه فوتبال اسپارتاک ولادی‌قفقاز اشاره کرد.
وی همچنین در تیم ملی فوتبال جمهوری آذربایجان بازی کرده‌است.